# Дельфина
Дельфина (др.-греч. Δελφύνη) — в греческой мифологии имя двух дракайн.
Первая отождествляется с драконом Пифоном из гомеровского гимна, который у Аполлония Родосского, у Дионисия Периэгета и у Нонна носит имя Дельфиний.
Однако у Меандрия Милетского и Каллимаха она становится драконицей из источника Дельфусса, которая охраняла оракул Геи и была убита Аполлоном.
Другая Дельфина — драконица (полуженщина-полузверь), которая в Корикийской пещере в Киликии (ныне Дженнет и Джехеннем) сторожила сухожилия Зевса, похищенные Тифоном и помещенные в медвежью шкуру; однако Гермес и Эгипан выкрали их и вернули Зевсу (у Гесиода и Нонна в рассказе о битве с Тифоном она не упоминается; между тем уже в гомеровском гимне Пифон назван кормильцем Тифона).